# Alison Herst
Alison Herst (Toronto, 7 de marzo de 1971) es una deportista canadiense que compitió en piragüismo en la modalidad de aguas tranquilas. Ganó dos medallas en el Campeonato Mundial de Piragüismo: oro en 1995 y bronce en 1994, ambas en la prueba de K4 200 m.

## Palmarés internacional
| Campeonato Mundial | Campeonato Mundial        | Campeonato Mundial | Campeonato Mundial |
| Año                | Lugar                     | Medalla            | Competición        |
| ------------------ | ------------------------- | ------------------ | ------------------ |
| 1994               | Ciudad de México (México) | Medalla de bronce  | K4 200 m           |
| 1995               | Duisburgo (Alemania)      | Medalla de oro     | K4 200 m           |